# Epigallokatechin-3-gallát
Epigallokatechin-3-gallát (nebo také jen epigallokatechin gallát, zkratka EGCG) je látka, která se vyskytuje v listech zeleného čaje, polyfenol patřící do skupiny katechinů. Chemicky jde o ester epigallokatechinu a gallové kyseliny.

## Antivirové vlastnosti EGCG
Bylo zjištěno, že EGCG  vykazuje antivirové vlastnosti. Inhibičně působí například proti viru hepatitidy C, HIV, chřipkovým virům a viru Zika. Při studiu účinku této látky na vir Zika, bylo prokázáno, že EGCG interaguje se strukturním E proteinem a tím inhibuje vstup viru do hostitelských buněk. Dále bylo také dokázáno, EGCG může inhibovat funkci virové proteázy a helikázy, což jsou enzymy nezbytné pro replikaci viru.
Helikáza je enzym, který během replikace viru rozplétá dvouřetězcovou RNA, energii nezbytnou pro rozplétání získává hydrolýzou ATP. Helikáza se skládá ze tří domén, doména 1 a 2 spolu tvoří vazebné místo pro ATP a všechny tři domény dohromady poté tvoří vazebné místo pro RNA. Bylo dokázáno, že EGCG se může vázat do obou těchto vazebných míst a tím inhibovat činnost helikázy. Pomocí molekulárního dockingu bylo zjištěno, že EGCG se váže na doménu 2 a na tzv. P-smyčku na doméně 1. Touto vazbou dochází ke stabilizaci P-smyčky a tím i k inhibici ATPasové aktivity. Dále se EGCG váže na vstupní stranu RNA vazebného místa a interaguje s residui nezbytnými pro vazbu RNA. Tato vazba zapříčiní celkovou stabilizaci enzymu a tím tedy i jeho inhibici.
Bylo zjištěno, že EGCG může inhibovat ATPasovou aktivitu helikázy již v nízké mikromolární koncentraci. Jedná se o tzv. akompetitivní inhibici.